# Comté de Dún Laoghaire-Rathdown
Pour les articles homonymes, voir Dun.
Le comté de Dún Laoghaire-Rathdown (en anglais : County Dún Laoghaire-Rathdown /ˈkaʊnti dʌnˈlɪəɹi ɹɑːθdaʊn/ ; en irlandais : Contae Dún Laoghaire-Ráth an Dúin /ˈkuːndeː d̪ˠuːn̪ˠ ˈɫeːrʲə ɾˠɑː ənˠ d̪ˠuːnʲ/) est une circonscription administrative de la république d’Irlande issu de la partition, en 1994, de l’ancien comté de Dublin. Dun Laoghaire-Rathdown se situe au sud est de la ville de Dublin. Son centre administratif est constitué de la ville de Dún Laoghaire. Sa création date de 1994 avec la fusion de la ville de Dún Laoghaire, de l’ensemble de Deansgrange et de la partie sud est du comté de Dublin.
C’est le plus petit des comtés d’Irlande, mais en même temps celui qui a le plus long nom.
Le comté est composé de 6 zones électorales qui se partagent l’élection de 28 conseillers : Ballybrack (6), Blackrock (4), Dundrum (6), Dún Laoghaire (6), Glencullen (3), Stillorgan (3).
Le DART dessert la côte est du comté le reliant ainsi au centre de Dublin. Le tramway (Luas) traverse le centre du comté.
Le port de Dún Laoghaire accueille une ligne de ferry qui assure la liaison avec Holyhead dans le Nord du Pays de Galles.
Le comté est composé de zones très populaires et très jeunes avec des centres comme Dundrum, Killiney ou Sandyford et de quartiers très résidentiels voire chics comme Glenageary et surtout Dalkey.
Le comté est bordé au nord par la ville de Dublin, à l’est par le comté de Dublin Sud, au sud par le comté de Wicklow et à l’ouest par la mer d'Irlande. Il fait partie de l’ensemble du « Grand Dublin » (Greater Dublin Area).

## Comtés limitrophes
| Dublin (Dublin / Sud) | Dublin (Dublin)                 | mer d'Irlande         |
| Dublin (Sud)          | comté de Dún Laoghaire-Rathdown | mer d'Irlande         |
| Dublin (Sud) Wicklow  | Wicklow                         | mer d'Irlande Wicklow |

## Villes du Comté
- Ballinteer, Ballybrack, Blackrock, Booterstown
- Cabinteely, Churchtown
- Dalkey, Dundrum
- Rathfarnham
- Foxrock
- Glencullen
- Killiney, Kiltiernan
- Leopardstown, Loughlinstown
- Monkstown
- Sandyford, Shankill, Stepaside